# Boeing YB-40 Flying Fortress
El Boeing YB-40 Flying Fortress fue una modificación de prueba operacional del avión bombardero B-17 Flying Fortress, modificado para actuar como "cañonero" pesadamente armado para otros bombarderos durante la Segunda Guerra Mundial. En el momento de su desarrollo, los aviones de caza de largo alcance como el North American P-51 Mustang estaban justo entrando en producción en cantidad, y por lo tanto aún no estaban disponibles para acompañar a los bombarderos todo el camino desde Inglaterra a Alemania y vuelta.

## Diseño y desarrollo

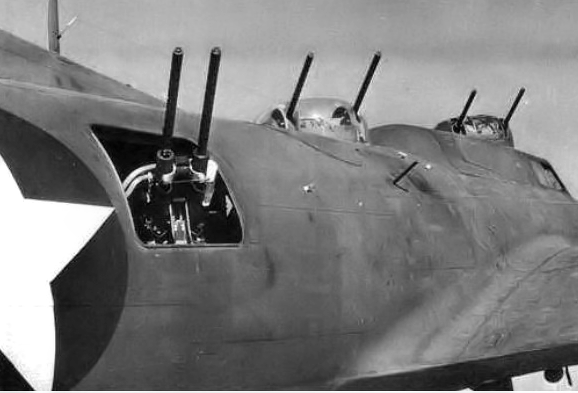
Primer plano de la disposición de armas de 12,7 mm en el Boeing YB-40 Flying Fortress.

El trabajo en el prototipo, Proyecto V-139, comenzó en septiembre de 1942, modificando el segundo B-17F-1-BO de producción (número de serie 41-24341) construido. Los trabajos de conversión fueron realizados por la compañía Vega de la Lockheed.
El avión difería del B-17 estándar en que tenía instalada una segunda torreta dorsal manualmente operada en el anterior compartimento de la radio, justo detrás de la bodega de bombas y delante del puesto de la torreta de bola ventral. La única ametralladora Browning de cañón ligero de 12,7 mm en cada estación de cintura fue reemplazada por dos de ellas montadas lado a lado como emplazamiento doble, siendo el montaje de cada par muy parecido a la disposición del arma de cola en apariencia general. El equipo del bombardero también fue reemplazado por dos ametralladoras Browning AN/M2 de cañón ligero de 12,7 mm en una torreta Bendix operada por control remoto, designada torreta de "barbilla", directamente debajo del puesto del bombardero en el extremo del morro.
Las existentes ametralladoras de "mejilla" (a los lados del fuselaje delantero en el puesto del bombardero), inicialmente desmontadas en la configuración, fueron recolocadas en Inglaterra para proveer un total de 16 armas, y la bodega de bombas fue convertida en un depósito de munición. Se instalaron placas de blindaje adicionales para proteger los puestos de la tripulación.
El peso cargado del avión era unos 1800 kg mayor que el de un B-17 totalmente armado. Una indicación de la carga emplazada en el YB-40 es que mientras que el B-17F en el que está basado era capaz de alcanzar los 6096 m en 25 minutos, el YB-40 los alcanzaba en 48 minutos. Parte de las prestaciones disminuidas fueron debidas al incremento de peso, y parte a la mayor resistencia aerodinámica de las estaciones de armas.
El primer vuelo del XB-40 fue el 10 de noviembre de 1942. La primera orden de 13 YB-40 fue realizada en octubre de 1942. Una orden de 12 más fue emitida en enero de 1943. Las modificaciones fueron realizadas por Douglas Aircraft en su centro de Tulsa, Oklahoma y los primeros aviones fueron completados a finales de marzo de 1943. Fueron ordenados veinte aviones de pruebas de servicio, Proyecto V-140 de Vega, como YB-40, junto con cuatro entrenadores de tripulación designados TB-40.
Debido a que Vega tenía proyectos de producción de mayor prioridad, los trabajos de ensamblaje del YB-40/TB-40 fueron transferidos a Douglas. Se probaron una variedad de diferentes configuraciones de armamento. Algunos YB-40 fueron equipados con torretas de morro y cola con cuatro armas. Algunos llevaron cañones de hasta 40 mm de calibre, y unos pocos llevaron hasta 30 armas de varios calibres en múltiples posiciones manuales en la cintura, así como torretas eléctricas encima y debajo del fuselaje.
Externamente, el XB-40 tenía las simétricas ventanas de cintura de los B-17F estándares, y la segunda torreta dorsal integrada en un carenado dorsal. En contraste, la mayoría de los YB-40 tenía las posiciones de las ventanas de cintura escalonadas para conseguir una mejor libertad de movimientos de los artilleros de cintura, y la torreta dorsal trasera fue retrasada ligeramente, por lo que se quedó fuera del carenado dorsal.

### Resumen

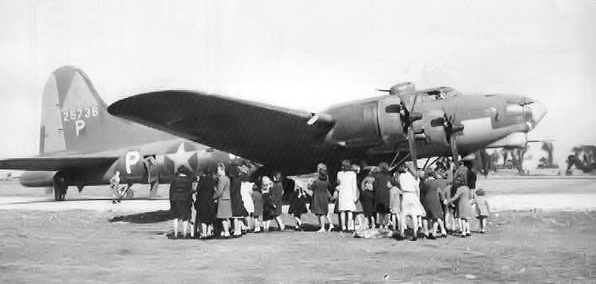
Boeing YB-40 Flying Fortress, 42-5736 ("Tampa Tornado") en exhibición en RAF Kimbolton, Inglaterra, el 2 de octubre de 1943, cuando era mostrado a los asistentes a una fiesta para los niños locales.

En el conjunto de los 59 aviones enviados, se acreditaron 48 salidas. Fueron reclamados dos cazas alemanes derribados y dos probables, y se perdió un YB-40, derribado en la misión del 22 de junio sobre Hüls, Alemania. Las tácticas fueron revisadas en las últimas cinco misiones, emplazando un par de YB-40 en el elemento líder del ataque para proteger al comandante de la misión.
En general, el concepto se probó un fracaso porque el YB-40 no se podía mantener junto a los B-17 estándares, particularmente cuando estos habían lanzado sus bombas. A pesar del fracaso del proyecto como avión operacional, propició directamente la adopción de la torreta de barbilla Bendix en los últimos 86 aviones del bloque de producción B-17F-75-DL fabricados por Douglas, y fueron parte de las destacadas modificaciones estandarizadas de la versión de producción final del B-17, el B-17G:
- Torreta de barbilla (introducida por primera vez en los últimos 86 aviones del bloque de "producción final" del B-17F-DL construidos por Douglas).
- Posiciones de armas de cintura desplazadas.
- Puesto del artillero de cola mejorado con mayores ventanas, apodado usualmente el "Cheyenne", por el centro de modificaciones de Cheyenne.

Una vez que finalizó el programa de pruebas, la mayoría de los aviones supervivientes volvieron a los Estados Unidos en noviembre de 1943, y fueron usados como entrenadores. El 42-5736 ("Tampa Tornado") voló a RAF Kimbolton el 2 de octubre de 1943, donde fue puesto en exhibición y más tarde usado como transporte del grupo. Volvió a los Estados Unidos el 28 de mayo de 1944. Todos los aviones fueron enviados al chatarrero, la mayoría al RFC Ontario en mayo de 1945, siendo despiezados y fundidos (una pareja de YB-40 pueden ser vistos en la película de 1946 Los mejores años de nuestra vida, en la famosa escena rodada en la "chatarrería" de Ontario). No se vendieron células en el mercado civil.

## Historia operacional

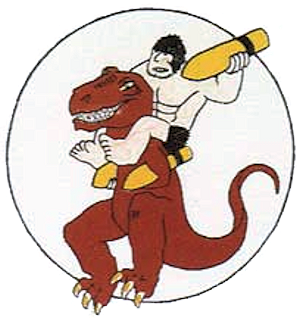
Emblema de la Segunda Guerra Mundial del 327th Bombardment Squadron, mostrando personajes (Alley Oop y Dinny) de la tira cómica Alley Oop.

La misión del YB-40 era proporcionar una escolta pesadamente armada capaz de acompañar a los bombarderos todo el camino hasta el blanco y regreso. De la orden inicial de 13 aparatos, uno (43-5732) se perdió en el vuelo de entrega desde Islandia al Reino Unido en mayo de 1943; realizó un aterrizaje forzoso en una turbera en una isla escocesa tras quedarse sin combustible. Aunque fue llevado a Stornoway y reparado, nunca voló en combate. Los 12 restantes fueron destinados al 92d Bombardment Group (Heavy), siendo asignados al 327th Bombardment Squadron, estacionado en RAF Alconbury (AAF-102), el 8 de mayo de 1943.
Los YB-40 volaron en las siguientes misiones operacionales:
- 29 de mayo de 1943: atacaron atraques y esclusas de submarinos en Saint-Nazaire. Se realizaron pequeños ataques en el depósito naval de Rennes y en el atraque de los U-Boot en La Pallice. En el ataque, siete YB-40 fueron enviados a Saint-Nazaire; fueron incapaces de mantenerse con los B-17 en su regreso desde el blanco y se vio necesaria la modificación de la alimentación y suministros de munición para las armas de cola y de cintura. Los YB-40 fueron enviados al Mando de Servicio Técnico en el 2nd Strategic Air Depot de Abbots Ripton para realizar modificaciones.
- 15 de junio de 1943: cuatro YB-40 fueron enviados desde Alconbury para atacar Le Mans tras la finalización de modificaciones adicionales.
- 22 de junio de 1943: ataque a la planta de caucho sintético de la I.G. Farben Industrie Chemische Werke en Hüls. La planta, que representaba un gran porcentaje de la capacidad de producción de caucho sintético de Alemania, fue dañada seriamente. En el ataque, 11 YB-40 fueron enviados; el avión 42-5735 se perdió, dañado inicialmente por la AAA y luego siendo derribado por el Uffz. Bernhard Kunze en un Focke-Wulf Fw 190A-2 de la JG 1 sobre Pont, Alemania. Los 10 tripulantes sobrevivieron y fueron hechos prisioneros.
- 25 de junio de 1943: ataque sobre los talleres de submarinos de Blohm & Voss en Oldenburg. Era un objetivo secundario, ya que el principal en Hamburgo estaba cubierto de nubes. En este ataque, fueron enviados siete YB-40, de los que dos abortaron. Se reclamaron dos aviones alemanes destruidos.
- 26 de junio de 1943: participación prevista pero abortada en un ataque al depósito aéreo de la Luftwaffe en Villacoublay, Francia (objetivo principal) y también al aeródromo de la Luftwaffe en Poissy, Francia. Los cinco YB-40 asignados al ataque fueron incapaces de reunirse con el escuadrón de bombardeo, y regresaron a la base.
- 28 de junio de 1943: ataque sobre los atraques de U-Boot en Saint-Nazaire. En el ataque, la única entrada de esclusa útil a los amarraderos fue destruida. Fueron enviados seis YB-40, y se reclamó un avión alemán destruido.
- 29 de junio de 1943: participación prevista en un ataque al depósito aéreo de la Luftwaffe en Villacoublay, pero los aviones volvieron a Alconbury debido a que las nubes ocultaban el objetivo. Fueron enviados dos YB-40, uno abortó.
- 4 de julio de 1943: ataques sobre fábricas de aviones en Nantes y Le Mans, Francia. Dos YB-40 fueron enviados a Nantes y uno a Le Mans.
- 10 de julio de 1943: ataque sobre el aeródromo de Caen/Carpiquet. Fueron enviados cinco YB-40.
- 14 de julio de 1943: ataque al depósito aéreo de la Luftwaffe en Villacoublay. Fueron enviados cinco YB-40.
- 17 de julio de 1943: YB-40 retirados de un ataque sobre Hannover debido al mal tiempo. Fueron enviados dos YB-40.
- 24 de julio de 1943: YB-40 retirados de un ataque sobre Bergen, Noruega, debido a cobertura de nubes. Fue enviado un YB-40.
- 28 de julio de 1943: ataque sobre la fábrica de aviones de Fieseler en Kassel. Fueron enviados dos YB-40.
- 29 de julio de 1943: ataque sobre los atraques de U-boot en Kiel. Fueron enviados dos YB-40.

## Variantes
XB-40
Conversión del B-17F-1-BO 41-24342 (no desplegó en Europa).
YB-40
Conversiones de los B-17F-10-VE 42-5732; 5733, "Peoria Prowler"; 5734, "Seymour Angel"; 5735, "Wango Wango"; 5736, "Tampa Tornado"; 5737, "Dakota Demon"; 5738, "Boston Tea Party"; 5739, "Lufkin Ruffian"; 5740, "Monticello"; 5741, "Chicago"; 5742, "Plain Dealing Express"; 5743, "Woolaroc"; 5744, "Dollie Madison" (todos desplegados en Europa).
YB-40
Conversiones de los B-17F-35-VE 42-5920, 5921, 5923, 5924, 5925, y 5927 (no desplegaron en Europa).
TB-40
Conversiones de los B-17F-25-VE 42-5833 y 5834; B-17F-30-VE 42-5872, y B-17F-35-VE 42-5926 (5833 desplegado en Europa, no usado en combate; el resto permaneció en los Estados Unidos).

## Operadores
Estados Unidos
- Fuerzas Aéreas del Ejército de los Estados Unidos

## Especificaciones (YB-40)

### Características generales
- Tripulación: Diez
- Longitud: 22,6 m (74,1 ft)
- Envergadura: 31,4 m (103 ft)
- Altura: 5,8 m (19 ft)
- Superficie alar: 141,9 m² (1527,4 ft²)
- Peso vacío: 24 900 kg (54 879,6 lb)
- Peso cargado: 28 800 kg (63 475,2 lb)
- Peso máximo al despegue: 33 565 kg (73 977,3 lb)
- Planta motriz: 4× motor radial turbosobrealimentado de nueve cilindros y refrigerado por aire Wright R-1820-65.
  - Potencia: 895 kW (1234 HP; 1217 CV) cada uno.

### Rendimiento
- Velocidad máxima operativa (Vno): 470 km/h (292 MPH; 254 kt)
- Velocidad crucero (Vc): 315 km/h (196 MPH; 170 kt)
- Alcance: 3640 km (1965 nmi; 2262 mi)
- Techo de vuelo: 8900 m (29 199 ft)
- Carga alar: 231 kg/m² (47,3 lb/ft²)
- Potencia/peso: 0,11 kW/kg (0,066 hp/lb)

### Armamento
- Ametralladoras: 

  - 18 (o más) Browning M2 de 12,7 mm. Usadas usualmente 14-16, cabida para hasta 30 armas.

| Localización             | Disparos |
| ------------------------ | -------- |
| Morro                    | 2200     |
| Torreta frontal superior | 2500     |
| Torreta trasera superior | 3300     |
| Torreta de bola          | 300      |
| Armas de cintura         | 1200     |
| Armas de cola            | 1200     |
| Total                    | 10700    |

## Aeronaves relacionadas

### Desarrollos relacionados
- Boeing B-17 Flying Fortress
- Consolidated XB-41 Liberator

### Secuencias de designación
- Secuencia B-_ (Bombarderos del USAAC/USAAF/USAF, 1926-1962): ← B-37 - B-38 - B-39 - B-40 - B-41 - B-42 - B-43 →